# Bendy (personatge)
Bendy, també conegut com Bendy el dimoni de tinta, és un personatge fictici i l'antagonista principal de Bendy and the Ink Machine, desenvolupada per Joey Drew Studios. Va aparèixer per primera vegada el 2017 i es caracteritza per un disseny estilitzat inspirat en l'animació dels anys 20 i 30.. Hi ha projectes que indiquen que Bendy ixerà en una pel·lícula amb el mateix nom que el joc

## Concepte i creació
El personatge va ser creat per Paul Crawford, conegut com "theMeatly", juntament amb el programador Mike Mood. Els creadors es van inspirar en figures clàssiques del cinema animat com Mickey Mouse i Félix el Gat.

## Aparicions

### Videojocs
Bendy and the Ink Machine (2017): presenta a Bendy com el personatge principal i antagonista.
Boris and the Dark Survival (2020): Un spin-off en el qual Bendy apareix com a enemic.
Bendy and the Dark Revival (2022): Una seqüela directa del títol original, en la qual Bendy torna a jugar un paper important en la història.